# 2-metil-2-nitrosopropano
2-Metil-2-nitrosopropano (MNP ou t-nitrosobutano, t-BuNO, fórmula química (CH3)3CNO) é um composto que se presta a ser uma armadilha de spin. Esta molécula forma adutos com radicais livres instáveis para formar uma mais estável radical nitróxido paramagnético que pode ser detectado por espectroscopia de ressonância de spin de elétrons. É particularmente útil para aprisionar radiais tirosil de carbono centrado.
MNP é também o produto da oxidação aérea do t-butilhidroxilamina (NtBHA), o qual por sua vez é o produto da hidrólise do fenilbutilnitrona e similares "armadilhas de spin". MNP tem ação farmacológica, tanto por remover radicais livre e possivelmente por liberar a substância mensageira óxido nítrico na presença de luz e sob condições oxidantes. A produção de NtHBA e seu relacionado composto "armadilha de spin" MNP pode esclarecer talvez a ação anti"derrame" da droga NXY-059.
MNP é também um eficiente regulador da polimerização radical do metaclilato de metila através do mecanismo de cadeia 'pseudoviva'.